# Пјано Модикано (Палермо)
Пјано Модикано је насеље у Италији у округу Палермо, региону Сицилија.
Према процени из 2011. у насељу је живело 46 становника. Насеље се налази на надморској висини од 234 м.